# 모리 유토
모리 유토(일본어: 森 勇人, 1995년 4월 21일 ~ )는 일본의 축구 선수이다. 현재 J3리그의 가마타마레 사누키에서 뛰고 있다.
후쿠시마 유나이티드 FC에서 뛰고 있는 모리 고타(森 晃太)와 형제이다.

## 구단 경력
그는 2014년부터 J리그의 나고야 그램퍼스, 감바 오사카, 미토 홀리호크, 가마타마레 사누키에서 뛰었다.